# 乐至县
乐至县是中华人民共和国四川省资阳市下辖的一个县，位于四川盆地中部，地处沱江和涪江的分水岭上，与遂宁安居区、大英县、德阳市中江县、金堂县、简阳市、资阳市的雁江区、安岳县接壤。幅员面积1425平方公里，总人口约87万。县城距成都102公里，距重庆164公里，是四川省第二批扩权强县试点县。
境内林木茂盛，森林覆盖率43.3%，是全国绿化先进县。
中国革命家、政治家、外交家陈毅元帅是乐至县薛苞镇（现名劳动镇）正沟湾人。

## 行政区划
乐至县下辖2个街道办事处、18个镇、1个乡：
天池街道、南塔街道、石佛镇、回澜镇、石湍镇、童家镇、宝林镇、大佛镇、良安镇、金顺镇、中和场镇、劳动镇、中天镇、佛星镇、蟠龙镇、东山镇、通旅镇、高寺镇、龙门镇、盛池镇和双河场乡。

## 历史沿革

### 未建县时期
乐至未建县前，曾经作为过古蜀、秦朝、汉朝、晋朝、南北朝和北魏、西魏的辖地。

### 北周
北周建德四年（575）县地设立多业县，隶属普慈郡。

### 隋朝
隋朝开皇三年（583）普慈郡被废除，多业县隶属于普州；十三年被改名为普慈县，仍属普州。大業元年（605）普州并入资州，普慈县隶属于资阳郡。

### 唐朝
唐朝武德二年（619）普慈县重新隶属于普州；一年后拆普慈县设立乐至县，因为县东有乐至池而得名，同隶属普州。貞觀元年（627）乐至县随普州隶属于剑南道。上元二年（675）随普州隶属于剑南道东川。天宝元年（742）改普州为安岳郡。乾元元年（758）改郡复州，乐至县隶属于的郡州未变。
唐末及五代十国时，乐至县为前蜀（907—925）、后唐（925—934）、后蜀（934—965）所据，均沿唐制。

### 宋朝
北宋乾德三年（965）合并唐剑南道东西两川为西川路，乐至县隶属于普州；五年普慈县并入乐至，仍隶属于普州。咸平四年（1001）分置梓州路。重和元年（1118）改梓州路为潼川路。南宋保祐中期（约在1256年前后）普州、乐至均被废除。

### 元朝
元朝至元二十三年（1286）乐至县地属遂宁州。至正四年（1344）重新设立安岳县，乐至县为辖地。二十二年乐至县县随安岳为明玉珍建立的明夏所辖。

### 明朝
明朝成化元年（1465）分安岳六乡复置乐至县，编户七里，隶属于潼川州。正德九年（1514）乐至县隶属于成都府简州。嘉靖六年（1522）乐至县隶属于潼川州。崇祯十七年（1644）张献忠在蜀建立大西，乐至县被废除。

### 清朝
清朝顺治三年（1646）平定蜀，按照明朝制度，乐至县隶属于潼川州，但因连年战争，地旷人稀，废不成治。康熙二年（1663）乐至县并入遂宁，四年并入蓬溪，十年乐至复置，安岳改入，十九年开始颁印设立官员，并兼摄安岳县事，五十八年兼知合州。雍正六年（1728）复置安岳县，与乐至县分治；十二年潼川州升为府，乐至县隶属不变。嘉庆七年（1802）乐至县属川北道潼川府。

### 民国大陆时期
中华民国元年四川军政府裁川北道；二年恢复道制，废府厅制，乐至县隶属于川北道；三年改川北道为嘉陵道，乐至县为辖地；十七年废道，乐至县隶属于省；二十四年全川实行行政督察区，县属于十二行政督察区。

### 中华人民共和国时期
中华人民共和国成立后，乐至县于1949年12月14日解放，县属川北行署遂宁专区。1952年9月恢复四川省，遂宁专区及属县隶之。1958年10月，县改为隶属于内江专区。1968年县隶属于内江地区。1985年2月内江地区改制建市，县属于内江市。1998年2月县改隶资阳地区，2000年12月资阳地区改制建市，县属资阳市。
1997年，县政府驻天池镇，距内江市97公里。辖16个镇、9个乡：
- 天池镇、石佛镇、回澜镇、石湍镇、童家镇、大佛镇、宝林镇、良安镇、金顺镇、中和场镇、劳动镇、桂林镇、佛星镇、蟠龙镇、通旅镇、东山镇
- 孔雀乡、龙门乡、双河场乡、放生乡、永胜乡、盛池乡、凉水乡、龙溪乡、全胜乡

2000年，辖17个镇、8个乡：
- 天池镇、石佛镇、回澜镇、石湍镇、童家镇、宝林镇、大佛镇、良安镇、金顺镇、中和场镇、劳动镇、中天镇、佛星镇、蟠龙镇、东山镇、通旅镇、高寺镇
- 龙溪乡、全胜乡、孔雀乡、龙门乡、双河场乡、放生乡、盛池乡、凉水乡

2009年3月16日，四川省人民政府同意乐至县佛星镇人民政府驻地从临江场迁移至牌楼场。

## 气候
乐至是地处中纬度季风区，亚热带季风气候，四季分明，年均气温16.7℃左右，湿度大，相对湿度80%左右。雨量充沛，年均降水量900毫米，但分布不均，夏季雨量占全年降雨量的半数，易冬干、春旱。云雾多、日照少，年均日照1330小时。

## 地貌
境内山脉系岷山台地分支，自北而南分全县为东西两部，成为沱江、涪江分水岭。西北高，东南低，中部突起，北部是平顶深丘河谷地区，中部是平顶宽谷低丘地区，南部是冈陵连绵地区，丘陵河谷间有小平坝，最高点海拔596.3米，最低点海拔297米。

## 交通
- 渝蓉高速、 广洪高速
- 318国道、 319国道、 351国道

## 特产
乐至白乌鱼：中国地理标志产品。